# アイプ・ロシディ
アイプ・ロシディ（インドネシア語: Ajip Rosidi、1938年1月31日 - 2020年7月29日）はインドネシアの作家。日本語では「アイップ・ロシディ」の表記もある。詩、小説、文芸評論、雑誌編集など多方面で活動する。スンダ地方を代表する作家の1人とされる。

## 略歴
オランダ領東インド時代の西ジャワ州のジャティワンギに生まれる。早くから執筆活動を始め、14歳から15歳の頃にはインドネシア語やスンダ語の文芸雑誌に投稿をしていた。詩、短篇小説、脚本が掲載されるようになり、高校在学中に学生誌「スルー・プラジャール」の編集長となる。17歳で最初の短篇集『死の歳月』を発表した。インドネシア文学史においては「50年世代」と呼ばれるグループに含まれるが、同じグループの作家と比べると10歳ほど年少にあたる。スンダ作家連盟会長、ジャカルタ芸術会議議長、インドネシア出版連合会会長なども歴任した。
1980年に国際交流基金の招待によって京都に滞在して、1981年から大阪外国語大学で客員教授となる。インドネシア語や文学、日本で唯一だったスンダ語の講義を担当した。京都産業大学などでも非常勤講師となり、文学をはじめとするインドネシア文化の紹介につとめた。日本文学の紹介としては、自らインドネシアに設立した出版社プスタカ・ジャヤから日本文芸作品の翻訳を出版して、『雪国』、『河童』、『こゝろ』などの訳書がインドネシアに紹介された。2003年にインドネシアへ帰国した。

## 作品
作家活動を始めたのが早く、精力的かつ多方面で活動をしており、作品数は60以上にのぼる。詩集が最も多く、『ペスタ』(1956) 、『チャリ・ムアタン』(1959) 、『ウラール・ダン・カプート』(1973) などがある。散文作品には短篇集『ディ・トゥンガ・クルアルガ』(1956) 、『タフン・タフン・クマティアン』(1955) のほか、日本オリジナル編集の短篇集『スンダ・過ぎし日の夢』(1987) がある。
長篇小説には『ヌキのいない旅』(1958) 、『祖国の子へ』(1985) の2作があり、いずれも日本語に翻訳されている。『祖国の子へ』は、1980年の京都滞在中に執筆を始め、1983年に大阪で完成した。この作品は、インドネシア独立戦争から1965年の9月30日事件後までのバンドンやジャカルタを舞台として、画家の道を進む主人公を中心に描いている。
文芸評論としては、『インドネシア文学は、いつ生まれたか』(1964) 、『インドネシア文学史概論』(1969) 、『インドネシア文学史における時代区分』(1973) などを著している。日本の読者に向けては、『現代インドネシア文学への招待』を編集した。
1960年代には出身地であるスンダ地方の文化の紹介や再発見に力を入れ、伝統芸能のパントゥンという弾き語りや、影絵芝居のワヤン・クリを研究した。スンダ語の雑談編集や民話採集も行い、単行本として『スンダの人びと』(1984) も発表する。その他に、インドネシアの画家アファンディの伝記、戯曲、児童書も発表している。
また、日本での滞在経験をもとに『日本を知る』(1981) 、『日本の文学と文学者たち』(1986) も著した。

## 主な日本語翻訳

### 単著
- Perjalanan Penganten (1958)　『ヌキのいない旅』　粕谷俊樹訳、大同生命国際文化基金〈アジアの現代文芸シリーズ〉、1993年。
- Anak Tanahair (1985)　『祖国の子へ - 未明の手紙』　舟知恵訳、踏青社、1990年。
- Sunda Shigishi hi no yume　『スンダ・過ぎし日の夢』　粕谷俊樹訳、めこん、1987年。 - 日本オリジナル短篇集
  - 「父」
  - 「離別」
  - 「ある日本人」
  - 「過ぎし日の夢」
  - 「ミラ」
  - 「太陽」
  - 「友とのあいだで」
  - 「ある午後に」
  - 「古い家」
  - 「売ってしまった絵」
  - 「老いの日の家」
  - 「家」
  - 「山羊」

### 編著
- 『現代インドネシア文学への招待』　松尾大・柴田紀男訳、めこん、1993年。

## 関連人物
- ハリー・グナルト